# إدغار بوكانان
إدغار بوكانان (بالإنجليزية: Edgar Buchanan) مواليد 20 مارس 1903 في هيومانزفيل، الولايات المتحدة - الوفاة 04 أبريل 1979 في بالم ديسيرت، الولايات المتحدة، هو ممثل أمريكي بدأ مسيرته الفنية سنة 1939. ظهر في قرابة 100 فلما.

## الأعمال
- شين
- حديث المدينة

## روابط خارجية
- إدغار بوكانان على موقع IMDb (الإنجليزية)
- إدغار بوكانان على موقع ألو سيني (الفرنسية)
- إدغار بوكانان على موقع تيرنر كلاسيك موفيز (الإنجليزية)
- إدغار بوكانان على موقع أول موفي (الإنجليزية)
- إدغار بوكانان على موقع قاعدة بيانات الأفلام السويدية (السويدية)
- إدغار بوكانان على موقع إن إن دي بي (الإنجليزية)
- إدغار بوكانان على موقع قاعدة بيانات الفيلم (الإنجليزية)
- إدغار بوكانان على موقع كينوبويسك (الروسية)